# Брибир (Скрадин)
Брибир је насељено мјесто у Далмацији. Припада граду Скрадину, у Шибенско-книнској жупанији, Република Хрватска.

## Географија
Брибир се налази на самом рубу Равних Котара, према Буковици. Удаљен је око 13 км сјеверозападно од Скрадина. Насеље чине три засеока: Брибир, Брибирске Мостине и Павићи.

## Историја
Најстарији трагови живота откривени су у плодном пољу недалеко од речице Брибирчице, где су на локалитету Криваче нађени остаци насеља из млађег каменог доба.
Плодно поље пружа се на западу до села Островице.
На споју тог поља и кршевите висоравни Буковице издиже се на 300 m надморске висине пространа узвисина Брибирска главица која обухвата површину већу од 70.000 m².
Најзначајнији археолошки споменици налазе се на Главици изнад села, која је била насељена најкасније почетком 1. миленијума п. н. е.
До доласка Римљана ово насеље је живело као утврђена либурнска градина, а већ у 1. веку. н. е. опасана је јаким зиданим бедемима и стиче статус муниципија, а назива се Municipium Varvariae.
Након просперитета у првим стољећима насеље у време сеобе народа проживљава тешке дане, као и остала насеља на подручју пространог Римског царства.
Рушевине античког града насељавају Хрвати, који назив римски назив мењају у Брибир.
Прво сведочанство налазимо код византијског цара — писца из 10. ст. Константина Порфирогенета, који у попису хрватских жупанија наводи и жупанију „Бербера“.
Највећи процват Брибир доживљава у време када су њиме господарили моћни феудалци Шубићи, посебно у 13. и 14. веку за време бана Павла I Шубића.
Град су порушили и запосели Турци, а након њихова одласка становници се нису више трајно настањивали на платоу Главице, него у њеном подножју.
Брибир се од распада Југославије до августа 1995. године налазио у Републици Српској Крајини. До територијалне реорганизације у Хрватској насеље се налазило у саставу бивше велике општине Шибеник.

## Култура
У Брибиру се налази храм Српске православне цркве Св. Јоакима и Ане из 1574. године.

## Становништво
Према попису из 1991. године, Брибир је имао 549 становника, од чега 517 Срба (94%), 21 Хрват, 1 Југословен и 10 осталих. Према попису из 2001. у њему је живело 79 становника. Брибир је према попису становништва из 2011. године имао 103 становника.
| Националност       | 1991. | 1981. | 1971. | 1961. |
| Срби               | 517   | 454   | 528   | 665   |
| Хрвати             | 21    | 28    | 18    | 37    |
| Југословени        | 1     | 78    | 25    |       |
| остали и непознато | 10    | 8     | 9     | 4     |
| Укупно             | 549   | 568   | 580   | 706   |

| Демографија | Демографија | Демографија |
| Година      | Становника  | Становника  |
| ----------- | ----------- | ----------- |
| 1961.       | 706         |             |
| 1971.       | 580         |             |
| 1981.       | 568         |             |
| 1991.       | 549         |             |
| 2001.       | 79          |             |
| 2011.       |             | 103         |

## Попис 1991.
На попису становништва 1991. године, насељено место Брибир је имало 549 становника, следећег националног састава:
| Попис 1991.‍  | Попис 1991.‍  | Попис 1991.‍ | Попис 1991.‍ | Попис 1991.‍ |
| ------------ | ------------ | ----------- | ----------- | ----------- |
|              |              |             |             |             |
| Срби         | Срби         |             | 517         | 94,17%      |
| Хрвати       | Хрвати       |             | 21          | 3,82%       |
| Југословени  | Југословени  |             | 1           | 0,18%       |
| Словенци     | Словенци     |             | 1           | 0,18%       |
| неопредељени | неопредељени |             | 8           | 1,45%       |
| непознато    | непознато    |             | 1           | 0,18%       |
| укупно: 549  |              |             |             |             |

## Презимена
| - Бијелић — Православци, славе Св. Николу - Гладовић — Православци, славе Ђурђевдан - Гњидић — Православци, славе Св. Николу - Лежаић — Православци, славе Св. Стефана - Милошевић — Православци, славе Св. Николу - Мутић — Православци, славе Ђурђевдан - Остојић — Православци, славе Св. Николу - Павић — Православци, славе Св. Николу | - Смолић — Православци, славе Св. Николу - Стевелић — Православци, славе Св. Николу - Шарић — Православци, славе Св. Николу - Шимпрага — Православци, славе Ђурђевдан - Шубашић — Православци, славе Св. Николу - Шуша — Православци, славе Св. Стефана - Шушић — Православци, славе Св. Јована - Ћораш — Римокатолици |

## Знамените личности
- Жељко Гњидић, крајишки пјевач, бивши члан групе Јандрино јато
- Вук Мандушић, српски ускочки војвода
- Борис Милошевић, хрватски политичар
- Катарина, ћерка Јелисавете Немањић